# Gmach I Oddziału ZUS w Poznaniu

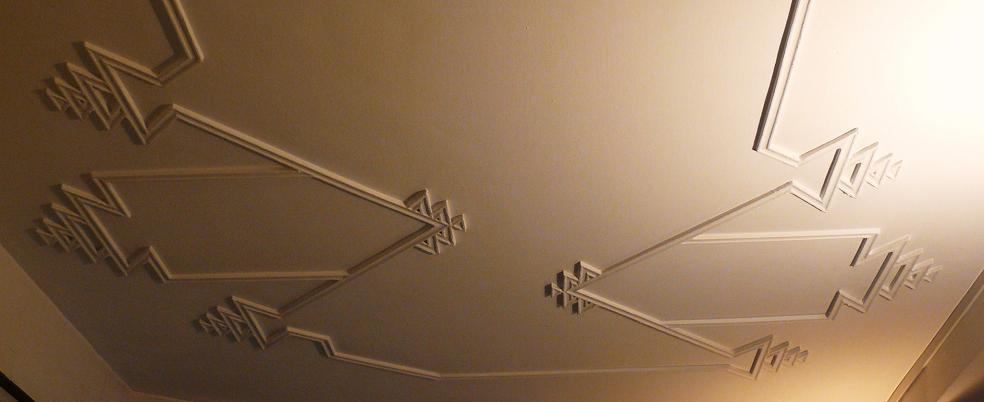
Stiuki we wnętrzach

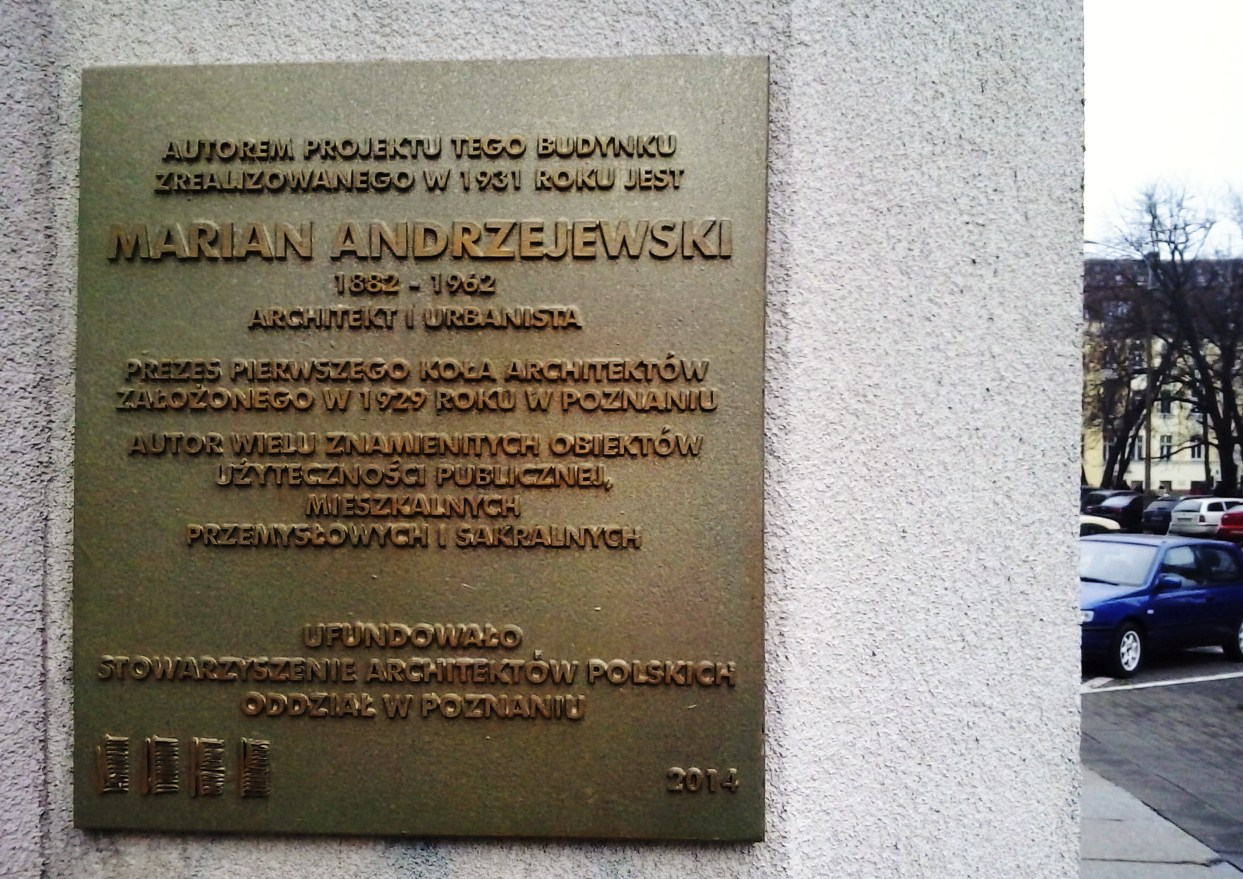
Tablica pamiątkowa Mariana Andrzejewskiego

Gmach Zakładu Ubezpieczeń Społecznych w Poznaniu – awangardowy, modernistyczny biurowiec w Poznaniu, zbudowany w 1931 według projektu Mariana Andrzejewskiego.

## Architektura i historia
Obiekt znajduje się przy ul. J. H. Dąbrowskiego 12/16 (narożnik ul. A. Mickiewicza) i został od razu zbudowany dla Zakładu Ubezpieczeń Pracowników Umysłowych. W 1931 w gmachu mieścił się także Bank Rolny (związany z położoną po drugiej stronie ulicy siedzibą Izby Rolniczej) oraz handel i inne biura.
Całość założenia zakładała podział na centralną, 7-kondygnacyjną część urzędową od strony narożnika ulic oraz niższe skrzydła z mieszkaniami pracowniczymi po bokach. Wewnątrz założenia umieszczono podwórze-ogród z małą architekturą rekreacyjną. O charakterze budynku decyduje niecodzienne, bardzo awangardowe rozwiązanie elewacji – ujednoliconej i akcentowanej rytmem monumentalnych lizen. W momencie oddania do użytku był to jeden z najnowocześniejszych biurowców w mieście (potem, w 1937, oddano do użytku równie zaawansowany Budynek Oddziału 1 PKO BP w Poznaniu). Gmach łączył w sobie dwie tendencje:
- nowoczesną – poprzez nawiązanie do architektury biurowców lat 20. i początku 30. XX w., realizowanych w USA i Niemczech,
- tradycyjną – lizeny kończyły się rytmem krenelażu, przywodzącym na myśl średniowieczne zamki.

Nałożenie tych dwóch tendencji mogło powodować u widza (klienta) wrażenie zarówno solidności, jak i nowoczesnego podejścia do zarządzania majątkiem.
Kolejne ciekawe elementy wystroju zawierały wnętrza, w których umieszczono stiukowe ornamenty, związane z tradycją polskiego art déco.
W latach powojennych w budynku działała pracownia architektoniczna Stanisława Pogórskiego, w której zatrudnieni byli lub, z którą współpracowali m.in. Jan Wellenger, Aleksander Lendzion, Lech Sternal, Bogdan Cybulski, Stefan Słoński, Tadeusz Płończak, Leonard Tomaszewski, Roman Pękalski, Jerzy Tuszowski, Sylwester Pajzderski i Roger Sławski. Powstały tu m.in. projekty Wieżowca Miastoprojektu (pierwotnie część niezrealizowanej koncepcji Urzędu Wojewódzkiego), gmachu Urzędu Skarbowego przy ul. Libelta, rozbudowy Biblioteki Uniwersyteckiej, a także budynków mieszkalnych na ul. Rolnej, Kościuszki i Stalingradzkiej.

## Czerwiec 1956
Obiekt odegrał ważną rolę w czasie walk ulicznych podczas poznańskiego czerwca w 1956. Na dachu budynku znajdowała się stacja zagłuszająca radiostacje zachodnie. 28 czerwca demonstranci z ulic Dąbrowskiego i Kochanowskiego wdarli się na dach i zrzucili te urządzenia na bruk. Miało to ważny symboliczny wymiar dla walczących.